# 瑞典电影学院

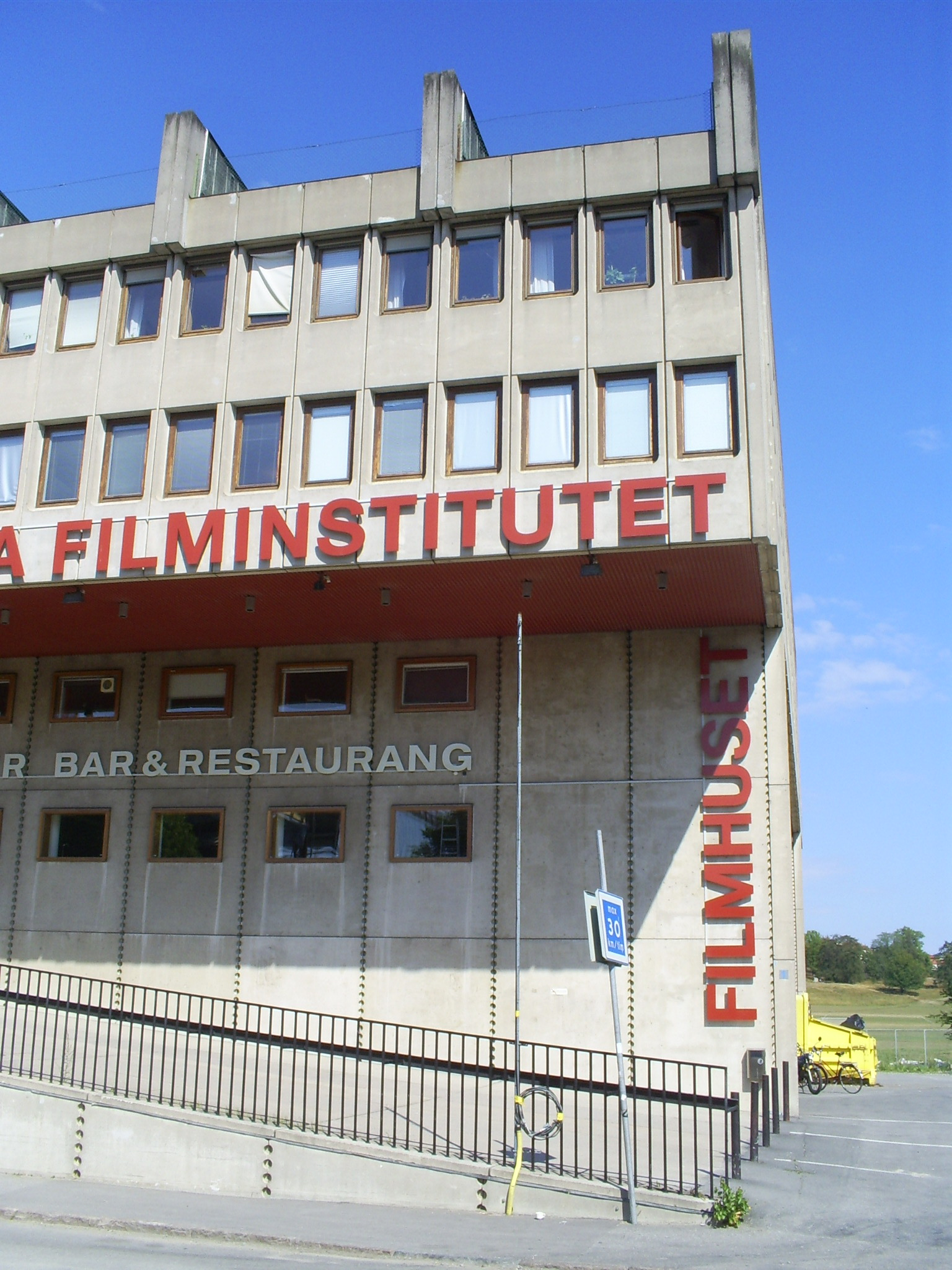
瑞典电影学院入口

瑞典电影学院成立于1963年，致力于发展瑞典电影工业。瑞典电影学院坐落在瑞典首都斯德哥尔摩奥斯特玛区的电影大厦（Filmhuset），该大厦由设计师彼得·塞尔辛（Peter Celsing）设计，于1970年落成。
瑞典电影学院支持瑞典电影制作，批准瑞典电影生产、发行、播映许可。它也促进瑞典电影国际化。并且，学院还负责组织一年一度的“金甲虫奖”（Guldbagge）。